# رابرتز آرم
رابرتز آرم (به انگلیسی: Roberts Arm) یک منطقهٔ مسکونی در کانادا است. رابرتز آرم ۸۰۵ نفر جمعیت دارد.